# Euophrys frontalis
Euophrys frontalis es una especie de araña saltarina del género Euophrys, familia Salticidae. Fue descrita científicamente por Walckenaer en 1802.
Habita en Turquía, Rusia, India, China, Corea y Japón.

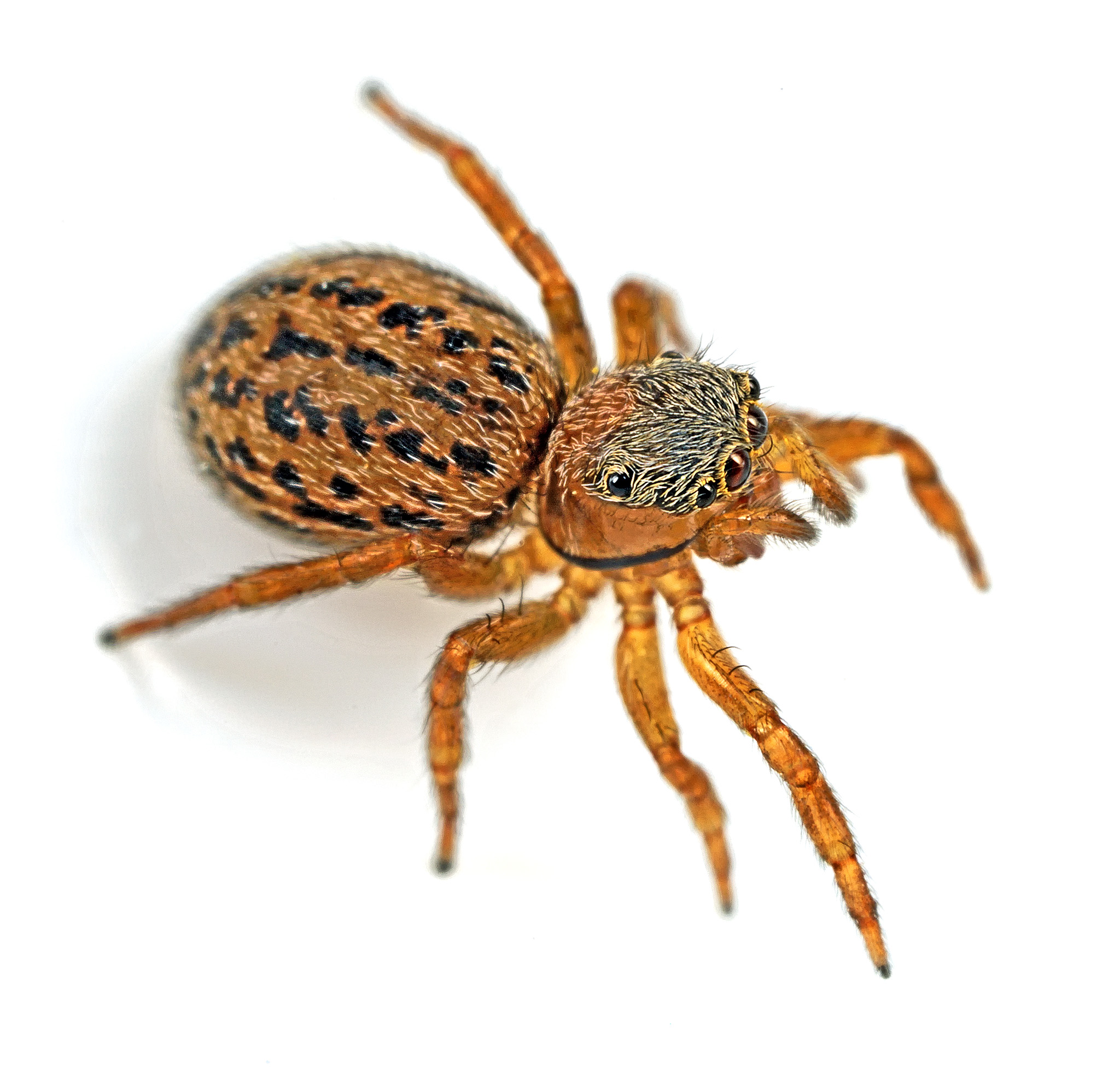
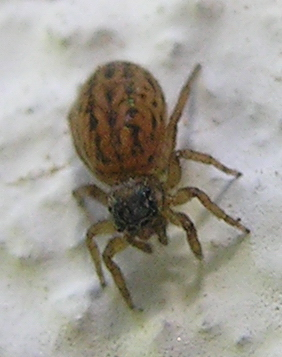
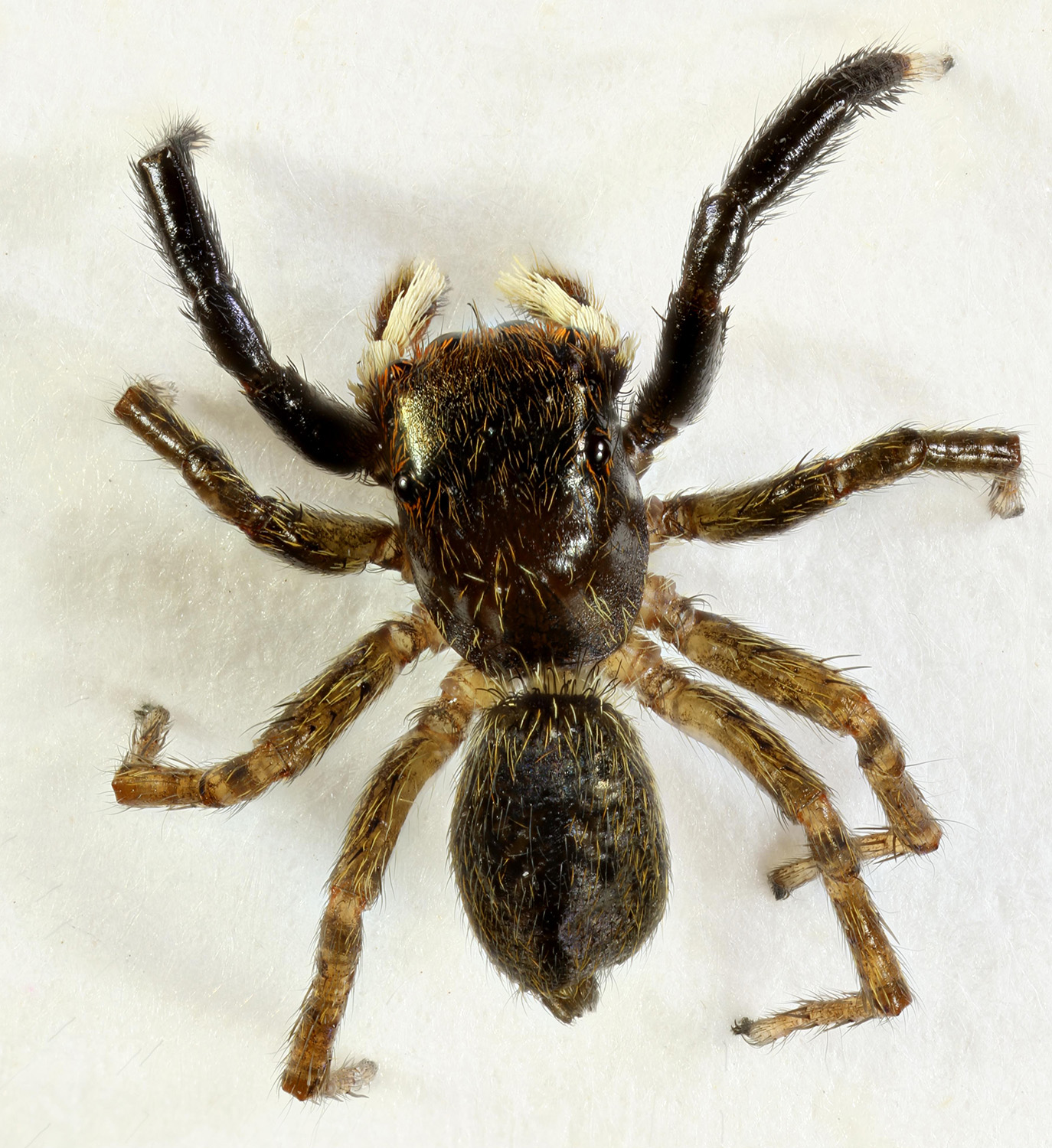
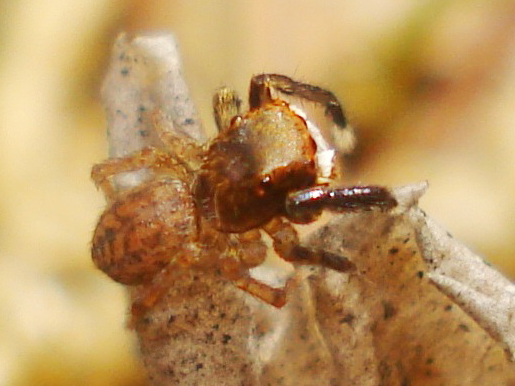